# USA Hockey
USA Hockey (antes de junho de 1991, Amateur Hockey Association of the United States ou AHAUS) é reconhecido pelo Comité Olímpico Internacional e pelo Comitê Olímpico dos Estados Unidos como a federação desportiva para organização do hóquei no gelo nos Estados Unidos e é um membro da Federação Internacional de Hóquei no Gelo. Fundado em 29 de outubro de 1937, na cidade de Nova Iorque, a organização é baseada em Colorado Springs, Colorado, e possui um número de membros total que excede um milhão. Sua missão é promover o crescimento do hóquei no gelo nos EUA e providenciar a melhor experiência possível para todos os participantes a melhor experiência possível com incentivo, desenvolvimento e administração do esporte.